# Promozione Veneto 1973-1974
Nella stagione 1973-1974 la Promozione era il quinto livello del calcio italiano (il massimo livello regionale). Qui vi sono le statistiche relative al campionato in Veneto.
Il campionato è strutturato in vari gironi all'italiana su base regionale, gestiti dai Comitati Regionali di competenza. Promozioni alla categoria superiore e retrocessioni in quella inferiore non erano sempre omogenee; erano quantificate all'inizio del campionato dal Comitato Regionale secondo le direttive stabilite dalla Lega Nazionale Dilettanti, ma flessibili, in relazione al numero delle società retrocesse dal Campionato Interregionale e perciò, a seconda delle varie situazioni regionali, la fine del campionato poteva avere degli spareggi sia di promozione che di retrocessione.

## Girone A

### Squadre partecipanti
| Club              | Città                    |
| ----------------- | ------------------------ |
| A.C. Abano        | Abano Terme (PD)         |
| A.S. Arianese     | Ariano nel Polesine (RO) |
| A.C. Badia        | Badia Polesine (RO)      |
| A.C. Castelmassa  | Castelmassa (RO)         |
| U.S. Cerea        | Cerea (VR)               |
| A.C. Cardi Chievo | Verona (VR)              |
| A.S. Cittadella   | Cittadella (PD)          |
| A.C. Contarina    | Contarina (RO)           |
| Monselice Calcio  | Monselice (PD)           |
| U.S. Rosolina     | Rosolina (RO)            |
| A.C. Sampietrese  | Castelnovo Bariano (RO)  |
| A.C. Scaligera    | Isola della Scala (VR)   |
| A.C. Schio        | Schio (VI)               |
| U.C. Solesinese   | Solesino (PD)            |
| U.S. Tagliolese   | Taglio di Po (RO)        |
| A.C. Trissino     | Trissino (VI)            |

### Classifica finale
|  | Pos. | Squadra      | Pt | G  | V  | N  | P  | GF | GS | DR |
|  | ---- | ------------ | -- | -- | -- | -- | -- | -- | -- | -- |
|  | 1.   | Sampietrese  | 44 | 30 | 17 | 10 | 3  | 44 | 18 |    |
|  | 2.   | Trissino     | 39 | 30 | 16 | 7  | 7  | 44 | 27 |    |
|  | 3.   | Rosolina     | 36 | 30 | 12 | 12 | 6  | 30 | 26 |    |
|  | 4.   | Arianese     | 34 | 30 | 11 | 12 | 7  | 35 | 36 |    |
|  | 5.   | Castelmassa  | 33 | 30 | 13 | 7  | 10 | 31 | 21 |    |
|  | 6.   | Contarina    | 32 | 30 | 9  | 14 | 7  | 29 | 27 |    |
|  | 7.   | Monselice    | 31 | 30 | 9  | 13 | 8  | 32 | 29 |    |
|  | 8.   | Badia        | 31 | 30 | 9  | 13 | 8  | 22 | 19 |    |
|  | 9.   | Cardi Chievo | 30 | 30 | 6  | 18 | 6  | 25 | 27 |    |
|  | 10.  | Cittadella   | 28 | 30 | 10 | 8  | 12 | 32 | 28 |    |
|  | 10.  | Abano        | 28 | 30 | 8  | 12 | 10 | 30 | 37 |    |
|  | 10.  | Cerea        | 28 | 30 | 7  | 14 | 9  | 31 | 30 |    |
|  | 13.  | Schio        | 27 | 30 | 7  | 13 | 10 | 30 | 37 |    |
|  | 14.  | Scaligera    | 24 | 30 | 6  | 12 | 12 | 31 | 36 |    |
|  | 15.  | Solesinese   | 18 | 30 | 3  | 12 | 15 | 18 | 38 |    |
|  | 16.  | Tagliolese   | 17 | 30 | 4  | 9  | 17 | 25 | 53 |    |

Verdetti
- Scaligera, Solesinese e Tagliolese retrocedono in Prima Categoria.

## Girone B

### Squadre partecipanti
| Club                 | Città                     |
| -------------------- | ------------------------- |
| U.S. Calvi Noale     | Noale (VE)                |
| A.C. Dolo            | Dolo (VE)                 |
| A.C. Fiesso d’Artico | Fiesso d'Artico (VE)      |
| G.S. Giorgione       | Castelfranco Veneto (TV)  |
| A.C. Jesolo          | Jesolo (VE)               |
| A.C. Julia           | Concordia Sagittaria (VE) |
| G.S. Mira            | Mira (VE)                 |
| U.S. Miranese        | Mirano (VE)               |
| U.S. Opitergina      | Oderzo (TV)               |
| A.C. Pellizzari      | Vedelago (TV)             |
| A.C. Pro Mogliano    | Mogliano Veneto (TV)      |
| A.C. Sandonà         | San Donà di Piave (VE)    |
| U.S. Silea           | Silea (VE)                |
| U.S. Sile Lucatello  | Quarto d'Altino (VE)      |
| A.C. Spinea          | Spinea (VE)               |
| U.S. Vittorio Veneto | Vittorio Veneto (TV)      |

### Classifica finale
|  | Pos. | Squadra         | Pt | G  | V  | N  | P  | GF | GS | DR  |
|  | ---- | --------------- | -- | -- | -- | -- | -- | -- | -- | --- |
|  | 1.   | Dolo            | 43 | 30 | 16 | 11 | 3  | 40 | 13 | +27 |
|  | 2.   | Jesolo          | 40 | 30 | 13 | 14 | 3  | 37 | 21 | +16 |
|  | 3.   | Mira            | 38 | 30 | 13 | 12 | 5  | 41 | 30 | +11 |
|  | 4.   | Sandonà 1922    | 37 | 30 | 12 | 13 | 5  | 39 | 25 | +14 |
|  | 4.   | Opitergina      | 36 | 30 | 12 | 12 | 6  | 40 | 29 | +11 |
|  | 6.   | Julia           | 31 | 30 | 9  | 13 | 8  | 36 | 40 | -4  |
|  | 7.   | Pellizzari      | 29 | 30 | 9  | 11 | 10 | 26 | 24 | +2  |
|  | 8.   | Miranese        | 29 | 30 | 8  | 13 | 9  | 29 | 28 | +1  |
|  | 9.   | Giorgione       | 28 | 30 | 8  | 12 | 10 | 25 | 28 | -3  |
|  | 9.   | Calvi Noale     | 28 | 30 | 7  | 14 | 9  | 20 | 23 | -3  |
|  | 11.  | Sile Lucatello  | 27 | 30 | 8  | 11 | 11 | 35 | 40 | -5  |
|  | 11.  | Silea           | 27 | 30 | 8  | 11 | 11 | 23 | 32 | -9  |
|  | 13.  | Spinea          | 26 | 30 | 8  | 10 | 12 | 33 | 41 | -8  |
|  | 14.  | Vittorio Veneto | 24 | 30 | 5  | 14 | 11 | 29 | 31 | -2  |
|  | 15.  | Pro Mogliano    | 22 | 30 | 6  | 10 | 14 | 22 | 33 | -11 |
|  | 16.  | Fiesso d'Artico | 15 | 30 | 3  | 9  | 18 | 15 | 52 | -37 |

Verdetti
- Il Fiesso d'Artico, retrocesso in Prima Categoria, è successivamente riammesso.